# Sitio de Barad-dûr
El Asedio de Barad-dûr es una de las mayores batallas del universo ficticio de la Tierra Media creado por J. R. R. Tolkien.

## Causas
Tras la destrucción de Númenor Sauron volvió a Barad-dûr para reunir sus fuerzas y atacar con éxito Minas Ithil en el 3429 S.E. obligando a Isildur a huir al norte por el Anduin hacía Arnor, a pedir la ayuda de su padre Elendil. En tanto Anárion quedó resistiendo en Osgiliath y en Minas Anor. Tras esto mientras su hermano resistía a las fuerzas de Sauron, Isildur marchó al sur a Gondor donde reunió un ejército con el que volvió al norte a unirse con su padre.
En 3430 S.E. Elendil reunió a sus fuerzas con las de Gil-galad y las de Isildur en el concilio Amon Sul y marcharon con ellos hacía Rivendel donde se les unió Elrond y se les suministró más armas. Tras cruzar las Montañas Nubladas se les unió Durin IV, rey de los enanos de Khazad-dûm. Tras vadear el río Anduin llegaron al Bosque Negro donde se les unieron los Elfos silvanos. 
El ejército aliado termina por marchar al sur, siguiendo el Anduin mientras que Sauron retrocede a Dagorlad arrasando todo a su paso. En aquel llano cercano a la Puerta Negra se produce una feroz batalla.
Tras la sangrienta batalla el ejército de la Última Alianza tomo la Puerta Negra y entró en Mordor. Mientras cruzaban la llanura de Udûn, un desierto tremendamente hostil el ejército aliado se redujo de 150.000 a solo 70.000 soldados, los sobrevivientes eran muy pocos como para atacar la Torre Oscura por lo que tuvieron que asediarla. Sin embargo el camino estaba casi despejado gracias al esfuerzo de los elfos silvanos que actuaron como vanguardia pero a un gran costo. Al final los aliados empujaron a Sauron y sus fuerzas a su fortaleza principal, mientras los aliados ocupaban posiciones claves en Mordor, que continuaron ocupando por varios siglos.

## El asedio
El sitio duró 7 años, con tremendas bajas para ambos bandos. Fue la mayor batalla de la Segunda Edad. Las huestes de Sauron se atrincheraron en su fortaleza, inexpugnable, ya que el poder del Anillo Único la protegía, y estaba hecha de dura roca. Varias veces intentaron los aliados asaltarla, pero fueron rechazados en cada una de ellas. Las huestes de Sauron, además, salieron varias veces de la fortaleza y provocaron fuertes bajas su enemigo. Adicionalmente, los ejércitos de Mordor lanzaban constantemente ataques de proyectiles contra los aliados. 
El sitio abarcaba toda la planicie que rodea la fortaleza del Señor Oscuro, incluidas las laderas del Orodruin donde Sauron había forjado el Anillo Único y donde había conexión con Barad-dûr a través de un puente de hierro; por el que podría huir. Los ejércitos se asentaron en todos los flancos e incluso se les unió Anárion con un ejército de 30.000 hombres desde Gondor, lo que aumentó el ejército aliado hasta los 100.000 soldados.
Al sexto año del asedio un proyectil alcanzó a Anárion en la cabeza matándolo. El sitio fue una batalla de desgaste en la que el enemigo que más resistiera triunfaría. Sauron entendió que aunque le causaban muchas bajas al enemigo no podría seguir manteniendo la resistencia. Por lo que participó en persona en un gran ataque contra los sitiadores. Mató a muchos elfos y hombres el solo animado por sus tropas. Le embistió  Gil-galad con su legendaria lanza, al tiempo que Elendil, con su espada. Isildur, hijo del rey, corrió al lado de su padre. Cuando Elendil cayó, su gran espada Narsil estalló debajo de él. Pero Isildur tomó la mitad inferior de Narsil, y cortó el Anillo Único de la mano de Sauron, aprovechando la distracción en que lograron hacerle caer, a costa de sus vidas, su padre y el elfo. Cuando Sauron perdió el Anillo su cuerpo quedó sin forma y su espíritu maia huyó hacia el este refugiándose en su ignota fortaleza. Su ejército terminó derrotado y los supervivientes dispersados, quienes probablemente volvieron a sus lugares de origen. Barad-dûr fue demolida hasta los cimientos, que no podrían ser derruidos mientras el Único no fuese destruido.

## Consecuencias
Con el final de la guerra se inició la Tercera Edad del Sol, pero también la era de la decadencia de los Elfos y su marcha hacia Aman, especialmente de los Noldor, que habían quedado muy disminuidos en número tras la guerra. La Tercera Edad fue también la Edad de los Hombres
El Anillo Único no fue destruido, porque Isildur no lo arrojó al fuego en Sammath Naur como había sido aconsejado por Círdan y Elrond. Isildur afirmó que lo conservaría como prenda de la victoria y como "Indemnización por la muerte de mi padre y por la de mi hermano", llevándoselo como herencia de su Casa. El Dúnedain fue a Minas Anor, plantó un vástago del Árbol Blanco y marchó al norte. En el camino fue muerto por los orcos en los Campos Gladios, y el Anillo Único se perdió en las aguas del Anduin.
Como el Anillo, que había contribuido a crear el poder de Sauron, no fue destruido, este, mil años después, volvió y durante veinte siglos reconstruyó su poder, hasta que de nuevo amenazó la integridad de la Tierra Media (Guerra del Anillo).